# Dicksonia grandis
Dicksonia grandis är en ormbunkeart som beskrevs av Eduard Rosenstock. Dicksonia grandis ingår i släktet Dicksonia och familjen Dicksoniaceae. Inga underarter finns listade.